# Mai 1821
Cette page présente les faits marquants du mois de mai 1821.

## Événements
- 1er mai : fondation en Pologne de la Société patriotique nationale[1], à partir de la loge maçonnique nationale fondée par Łukasinski en 1819, sous l’influence des carbonari italiens, qui veut préserver l’unité de la Pologne.

- 5 mai
  - (23 avril du calendrier julien) : victoire ottomane sur les indépendantistes grecs à la bataille d'Alamana (Spercheios)[2].
  - France :
    - création de la première compagnie de chemin de fer en France;
    - mort de Napoléon Bonaparte à Sainte-Hélène. Connue le 5 juillet, elle facilite l’entente entre partisans de l’Empire, républicains et royalistes libéraux en supprimant l’hypothèse d’un retour de l’empereur.

- 7 mai : le Parlement britannique abolit l’African Company of Merchants établie en 1750. Ses possessions en Côte de l'Or (Gold Coast) sont transférées à la couronne britannique et rattachées au gouvernement de Sierra Leone[3].

- 8 mai : victoire des indépendantistes grecs à la bataille du khan de Gravia[4].

- 13 mai : les troupes du Sultan entrent en Valachie puis en Moldavie.

- 18 mai : victoire des indépendantistes grecs à la bataille de Doliana[5].

- 23 mai, Huaura : armistice de Punchauca signé au Pérou entre San Martín et le vice-roi José de la Serna[6].

- 24 mai (12 mai du calendrier julien) : victoire des indépendantistes grecs à la bataille de Valtetsi[7]. Début du siège de Tripolizza.

- 25 mai : Metternich devient chancelier de l’empire d’Autriche (fin le 13 mars 1848)[8].

- 27 mai : Vladimirescu et « l’Assemblée du Peuple » évacuent Bucarest et partent vers l’Olténie. Ypsilanti fait arrêter Vladimirescu pour trahison, puis juger à Târgovişte par un tribunal de la Philiki Etairia. Condamné à mort, il est exécuté le 8 juin. Son armée se disperse en juillet après quelques combats contre les Ottomans, tandis que les hetairistes sont battus et qu’Ypsilanti passe en Autriche où Metternich le fait emprisonner.

## Naissances
- 4 mai : Pafnouti Tchebychev, mathématicien russe (†26 novembre 1894)
- 15 mai : Henri de Lacaze-Duthiers (mort en 1901), biologiste français.
- 16 mai : Pafnouti Tchebytchev (mort en 1894), mathématicien russe.
- 31 mai : Henriëtte Ronner-Knip, peintre belgo-néerlandaise († 2 mars 1909).

## Décès
- 5 mai : Napoléon Bonaparte, Empereur des français.
- 26 mai : Constance Mayer, peintre française (° 9 mars 1776).